# سیارک ۳۱۸۳
سیارک ۳۱۸۳ (به انگلیسی: 3183 Franzkaiser، نامگذاری:1949PP) سه هزار و صد و هشتاد و سومین سیارک کشف شده‌است که در ۲ اوت ۱۹۴۹ و در هایدلبرگ کشف شد.
قدر مطلق سیارک برابر ۱۲٫۷۰ است.